# Bundeskartellamt v. Facebook (Caso B6-22/16)
El caso Bundeskartellamt v. Facebook fue un proceso legal emblemático que enfrentó a la Autoridad Federal de Carteles de Alemania (Bundeskartellamt) contra Facebook, Inc. (ahora Meta Platforms, Inc.), en torno a la recopilación y uso de datos personales de los usuarios. La investigación, iniciada en marzo de 2016, culminó en una decisión emitida el 6 de febrero de 2019, donde se prohibió a Facebook recopilar y combinar datos de los usuarios de su red social con información obtenida de otros servicios de su propiedad (como WhatsApp e Instagram) y de terceros sin el consentimiento explícito de los usuarios.
La autoridad alemana de competencia concluyó que Facebook abusaba de su posición dominante en el mercado de redes sociales, donde poseía más del 95 % de cuota de mercado entre los usuarios activos diarios, al imponer términos comerciales abusivos. Según la Sección 19(1) de la Ley de Competencia Alemana (GWB), Facebook estaba condicionando el acceso a su plataforma al procesamiento obligatorio de datos, lo que privaba a los usuarios de su derecho a la autodeterminación informativa. Esta práctica, además, violaba los principios establecidos en el Reglamento General de Protección de Datos (GDPR), al no permitir a los usuarios otorgar un consentimiento verdaderamente voluntario para el uso de sus datos.
La decisión obligó a Facebook a modificar sus términos de servicio y políticas de privacidad, y a implementar medidas concretas para limitar el uso de los datos de los usuarios sin su consentimiento, sentando un precedente importante en materia de libre competencia y protección de datos en la Unión Europea y en el mundo.

## Contexto
El caso Bundeskartellamt v. Facebook surge en un contexto en el que las preocupaciones por el manejo y protección de los datos personales cobraban cada vez más relevancia, particularmente en la era de las redes sociales y las grandes plataformas tecnológicas. Desde el lanzamiento de Facebook en Alemania en 2008, la empresa había acumulado millones de usuarios y consolidado su posición como la principal red social en el país. En 2018, Facebook contaba con 23 millones de usuarios activos diarios y 32 millones de usuarios activos mensuales en Alemania, representando más del 95 % del mercado de redes sociales para usuarios privados.
Lo que un mercado en un principio novedoso y sin alta regulación no causó altas preocupaciones a las autoridades, a medida que comenzaron a monetizar mediante publicidad altamente personalizada, los reguladores comenzaron a prestar especial atención. En particular, el Bundeskartellamt notó que Facebook no solo recolectaba datos de su red social, sino que también integraba información de otros servicios del mismo grupo, como WhatsApp e Instagram, así como de sitios web de terceros a través de herramientas como los botones "Like" o "Share" y servicios analíticos.
La investigación del Bundeskartellamt, iniciada en 2016, se centró en si estas prácticas representaban una violación de las leyes de competencia, específicamente la Sección 19 de la Ley de Competencia Alemana (GWB), que prohíbe el abuso de una posición dominante en el mercado.
Además, la entrada en vigor del Reglamento General de Protección de Datos (GDPR) en 2018 reforzó los argumentos legales, toda vez que las autoridades alemanas observaron que Facebook, debido a su dominio en el mercado, obligaba a los usuarios a aceptar términos que no les permitían controlar adecuadamente cómo se utilizaban sus datos. En violación de sus derechos de autodeterminación informativa, así como de la normativa aplicable en materia de competencia y de protección de datos personales. La autoridad de competencia determinó la existencia de un abuso de posición dominante por parte de Facebook, al forzar a los usuarios a aceptar la recolección excesiva de datos como una condición para acceder a los servicios. Esta conducta se analogó con el cobro de precios excesivos en mercados tradicionales, constituyendo un caso de explotación.

## La Economía detrás de la Investigación
Desde una perspectiva económica, y un análisis a partir del modelo de negocio de Facebook, con una alta dependencia de la recopilación y el uso de grandes cantidades de datos personales para ofrecer publicidad personalizada, el Bundeskartellamt determinó que las prácticas de Facebook cruzaron los límites de lo aceptable bajo las leyes de competencia y protección de datos.
En particular, el Bundeskartellamt destacó que la combinación de datos de múltiples fuentes, incluidas otras plataformas como WhatsApp e Instagram y sitios web de terceros, permitía a Facebook crear perfiles extremadamente detallados de los usuarios sin su control adecuado. Esta práctica no solo era perjudicial para los derechos de los usuarios en cuanto a la autodeterminación informativa, sino que también reforzaba los efectos de red y las barreras de entrada para competidores, incrementando así el dominio de Facebook en el mercado. La autoridad alemana señaló que Facebook, al tener acceso a fuentes de datos masivas y al integrar esas fuentes con sus servicios de redes sociales, estaba en una posición privilegiada para mejorar su modelo de publicidad personalizada. Esta ventaja competitiva obtenida mediante la recolección y uso de datos no estaba disponible para sus competidores, lo que dificultaba la competencia justa y aumentaba las barreras de entrada al mercado 
El abuso de Facebook se analiza a partir de los dos lados del mercado relevante definido como el de redes sociales privadas con usuarios privados en Alemania. Por el lado de los anunciantes, la conducta de Facebook le generó una ventaja competitiva que limitaba las alternativas disponibles, ya que los anunciantes pagaban más por acceder a perfiles de usuarios altamente personalizados y generaba eficiencias en dicho sentido. Sin embargo, en el otro lado del mercado, resultaba en una mayor intrusión publicitaria para los usuarios, quienes sufrían los efectos negativos de la publicidad dirigida en términos de pérdida de privacidad y una mayor cantidad de anuncios. La falta de alternativas competitivas reales permitía a Facebook imponer términos abusivos de recolección de datos a los usuarios, quienes no podían elegir libremente entre diferentes opciones de privacidad, constituyendo una conducta explotativa  
El modelo de negocio de Facebook se sustenta en el uso de datos personales para personalizar anuncios y, de esta forma, aumentar el valor del espacio publicitario que ofrece. No obstante, la investigación alemana concluyó que esta estrategia de acumulación de datos cruzados sin el consentimiento adecuado de los usuarios,
Aunque la Autoridad reconoció los beneficios del modelo basado en datos personalizados, personalizar anuncios y, de esta forma, aumentar el valor del espacio publicitario que ofrece; la magnitud de la recopilación de datos cruzados y la falta de transparencia,  incrementaba las asimetrías de información y reducía el control que los usuarios tenían sobre sus propios datos. Este modelo, también incrementaba la dependencia de los anunciantes de la plataforma, generando altas barreras a la entrada y reducía las opciones de competencia en el mercado de redes sociales. 

## Resolución
El 6 de febrero de 2019, el Bundeskartellamt emitió una decisión en la que prohibía a Facebook recopilar y combinar datos de los usuarios de su red social con información obtenida de otros servicios de la empresa, como WhatsApp, Instagram y Oculus, o de sitios web de terceros, sin el consentimiento explícito de los usuarios. La autoridad alemana consideró que Facebook estaba imponiendo términos comerciales abusivos al hacer que el acceso a su plataforma dependiera de la aceptación de estos términos, lo que violaba la Sección 19(1) de la Ley de Competencia Alemana.  
Facebook fue obligado a modificar sus términos de servicio y su política de cookies, quien debía cumplir con estas modificaciones en un plazo de doce meses, además de presentar un plan de implementación dentro de los siguientes cuatro meses. 
Facebook apeló la decisión ante el Tribunal Regional Superior de Düsseldorf, argumentando que la medida afectaba su modelo de negocio. Sin embargo, en junio de 2020, el Tribunal Supremo Federal de Alemania (BGH) falló a favor del Bundeskartellamt de manera provisional, confirmando que las prácticas de Facebook indicaban un abuso de su posición dominante. La decisión sentó un precedente importante sobre el vínculo entre la protección de datos y las leyes de competencia en Europa y en el mundo.  

## Casos Relacionados
| Autoridad de Competencia                 | Jurisdicción | Inicio del Caso | Fecha de la Decisión    | Principales Alegaciones/Preocupaciones | Multa Impuesta  |
| ---------------------------------------- | ------------ | --------------- | ----------------------- | --- | --------------- |
| Comisión Federal de Comercio (FTC)       | EE. UU.      | Nov. 2011       | 24 de julio de 2019     | Facebook violó una orden de la FTC de 2012 respecto a la privacidad de los consumidores y engaña a los usuarios sobre su capacidad para controlar la privacidad de sus datos.                                                     | $5 mil millones |
| Comisión Federal de Comercio (FTC)       | EE. UU.      | Dic. 2020       | -                       | La queja de la FTC aborda adquisiciones anticompetitivas y conductas anticompetitivas hacia competidores por parte de la plataforma.                                                                                              | -               |
| Autoridad de Competencia de Hungría      | Hungría      | Oct. 2016       | 6 de diciembre de 2019  | Facebook infringe la ley de competencia al publicitar sus servicios como gratuitos, beneficiándose comercialmente de los datos de los usuarios con los que paga la empresa.                                                       | €3,6 millones   |
| Autoridad de Competencia de Italia (ICA) | Italia       | Abr. 2018       | 29 de noviembre de 2018 | Facebook realiza una práctica comercial desleal al usar datos de los usuarios con fines comerciales sin informar adecuadamente a los consumidores.                                                                                | €10 millones    |
| Autoridad de Competencia y Mercados      | Reino Unido  | Julio 2019      | 1 de julio de 2020      | Recomendaciones para una nueva regulación: Investigación sobre el dominio publicitario de Facebook y Google en plataformas digitales. Informe final señala efectos perjudiciales para consumidores y recomienda nueva regulación. | -               |